# Šťastné a třicáté
Šťastné a třicáté (v anglickém originále 'Tis the 30th Season) jsou 10. díl 30. řady (celkem 649.) amerického animovaného seriálu Simpsonovi. Scénář napsali John Frink a Joel H. Cohen na námět Jeffa Westbrooka a díl režíroval Lance Kramer. V USA měl premiéru dne 9. prosince 2018 na stanici Fox Broadcasting Company a v Česku byl poprvé vysílán 8. dubna 2019 na stanici Prima Cool.

## Děj
Je Díkůvzdání a Bart s Lízou si přejí jediný vánoční dárek, chytrou 9K televizi. Marge chce dětem chytrou televizi koupit, ale je velmi drahá. V televizní reklamě však nabízejí televizi levněji. Homer s Marge se dohodnou, že dětem jejich vysněnou televizi koupí, a tak se Marge do obchodu vydá již v noci. Ve frontě potká Gila, kterému je zima a má omrzliny. Marge mu proto dá své rukavice.  
Marge má možnost koupit si v obchodě poslední televizi, ta se však rozhodne, že pomůže Gilovi, který potřebuje plyšáka pro vnučku. Gil je rád a poděkuje jí za pomoc. Za Gilem přijde Timothy Lovejoy a chce od něj odkoupit plyšáka. Neváhá a plyšáka Timothymu prodá. Marge je z toho smutná.  
Marge sdělí dětem, že chytrá televize tento rok nejspíš neklapne. Její rodina pro ni koupí hotel na Floridě. Marge však nesouhlasí a trvá na tom, že Vánoce budou slavit doma. Homer s dětmi proto Marge přimíchají do čaje Dřímalax (prášek na spaní), naloží ji do auta a odvezou ji na Floridu. Když dojedou do ohyzdného floridského hotelu, ubytují je do pokojíčku šťastných skřítků. Pokoj je velmi malý a počasí není příznivé. Homer s dětmi se domluví, že se budou tvářit, že se jim zde líbí.   
22. prosince se Líza s Bartem vydají za recepční a postěžují si, že na fotografiích vypadal hotel úplně jinak. V síni viceprezidentů se přiznají, že Marge podváděli a tvářili se, že se jim tam líbí. Rozhodnou se, že se vrátí do Springfieldu, a Bart se zaslouží o vrácení peněz za ubytování v hotelu. Jakmile se dostanou do Springfieldu, Vočko uspořádá hostinu pro chudé. Rodina Simpsonových se u Vočka nají a zjistí, že všude je dobře, ale u Vočka nejlíp. Recepční Simpsonovým peníze vrátí a ti si koupí vysněnou 9K televizi.

## Přijetí
Tony Sokol z Den of Geek udělil dílu 2 z 5 bodů a uvedl, že „Šťastné a třicáté mají lepší premisu než poprava – pozor, nezaměňovat s ukřižováním. Marge udělá dobrý skutek v duchu svátků a stojí ji to perfektní vánoční dárek pro děti. Je to něco jako dárek od Maggie, dokonce bez tyčinek Oh Henry pro Homera. Rodina Simpsonových obětuje osobní štěstí tomu nejméně šťastnému, bývalému prodavači Gilovi, nejnešťastnějšímu muži ve městě, jen aby se dočkala jeho hrubého zavržení kvůli lepší nabídce. Ležérní cynismus přivádí Marge k implozivnímu zhroucení, které je nejlepší částí dílu, ale nakonec se zachytí v komíně.“.
Dennis Perkins z The A.V. Clubu udělil epizodě hodnocení C−, když uvedl: „Simpsonovi využívají zápletky rodinných sitcomů a vlastní proměnlivou a komicky vynalézavou realitu k tomu, aby tyto otřepané zápletky vzali a ohnuli je do něčeho satiricky podvratného, a přitom zůstali věrní svému jádru rozpoznatelné lidskosti. Nebo by alespoň měli. Šťastné a třicáté však ukazují, jací jsou Simpsonovi, když se vynechá inspirace – nevýrazně příjemný rodinný sitcom s několika líně vhozenými surrealistickými prvky.“.
Šťastné a třicáté dosáhly ratingu 2,8 s podílem 11 a sledovalo je 7,53 milionu diváků, čímž se Simpsonovi stali nejsledovanějším pořadem stanice Fox té noci.